# Summers Peak
Der Summers Peak ist ein 2225 m (nach australischen Angaben 2205 m) hoher Nunatak im ostantarktischen Mac-Robertson-Land. Er ist der höchste der Stinear-Nunatakker und ragt 8 km ostnordöstlich des Peak Seven auf.
Eine Mannschaft der Australian National Antarctic Research Expeditions entdeckte und benannte ihn im Jahr 1954. Namensgeber ist Robert Olveston Summers (1922–2007), Arzt auf der Mawson-Station in jenem Jahr.